# Festivali i Këngës 2022
Das 61. Festivali i Këngës (albanisch; „Festival des Liedes, Songfestival“) fand vom 19. bis zum 22. Dezember 2022 statt. Das Musikfestival von Radio Televizioni Shqiptar (RTSH) diente als albanischer Vorentscheid für den Eurovision Song Contest 2023 in Liverpool (Vereinigtes Königreich). Zum dritten Mal nach 1996 und 1997 gewann Elsa Lila den Wettbewerb mit dem Titel Evita. Als Vertreter Albaniens wurde die Band Albina & Familja Kelmendi mit dem Lied Duje bestimmt.

## Format
Ab dem 2. Juni konnten Beiträge für den Wettbewerb eingereicht werden. Am 12. November wurde bekannt, dass sich die Veranstaltung über vier Abende erstrecken werde – zuletzt waren es so viele im Jahr 2010.

### Jury
Die Jury bestimmte erstmals nicht den Vertreter Albaniens beim ESC, jedoch vergab sie drei Preise im Rahmen des Festivals. Diese waren:
- Jurysieger
- Junge Künstler und Alternative Gruppen
- Etablierte Künstler

Die Jury bestand aus den folgenden Mitgliedern:
- Alma Bektashi
- Zhani Ciko
- Elton Deda
- Rita Petro
- Genc Salihu

Eine Medienjury bewertete gemeinsam mit der professionellen Jury die Gruppe der Newcomer. Sie bestand aus:
- Alida Cenaj
- Luela Myftari
- Jerida Sakaj
- Xhani Shqerra

Der Sieger des Televotings wird Albanien dann beim Eurovision Song Contest in Liverpool vertreten.

### Moderation und Produktion
Am 12. November 2022 gab Arbana Osmani auf Instagram bekannt, dass sie den Wettbewerb moderieren werde. Gleichzeitig wurde sie auch als Künstlerische Leiterin benannt. Als Festivaldirektor fungiert Redi Neziri, Regisseur ist Eduart Grishaj.

## Teilnehmer
Die Liste der Teilnehmer und ihrer Lieder wurde am 27. Oktober bekanntgegeben. Die Lieder selbst werden erst im Rahmen der Liveshows präsentiert werden.

### Zurückkehrende Teilnehmer
Manjola Nallbani konnte das Festival bereits dreimal, nämlich 1989, 1992 und 1993, gewinnen, Elsa Lila zweimal. Vanesa Sono nahm 2016 an der albanischen Vorentscheidung zum Junior Eurovision Song Contest 2016 teil.
| Interpret        | Vorherige Teilnahmen |
| ---------------- | --- |
| Elsa Lila        | 1996, 1997 |
| Enxhi Nasufi     | 2015, 2020 |
| Evi Reçi         | 2020, 2021 |
| Fabian Basha     | 2012 (mit Dr. Flori) |
| Franc Koruni     | 2016, 2020 |
| Manjola Nallbani | 1989 (zwei Beiträge, einer mit Frederik & Juli Ndoci), 1992 (zwei Beiträge, einer mit Aleksandër Gjoka & Viktor Tahoraj), 1993, 1994, 1995, 1999, 2001, 2005, 2007, 2017 |
| Gjergj Kaçinari  | 2020, 2021 |
| Lorela Karoshi   | 2016 |
| LYNX             | 2012, 2013, 2017 |
| Rezarta Smaja    | 2012, 2013, 2014, 2015, 2016, 2017 (mit Luiz Ejlli), 2021 |
| Rovena Dilo      | 1993, 1996, 1997, 1998, 1999, 2000, 2001, 2003, 2007, 2008 (mit Eugent Bushpepa), 2009                                                                                   |
| Serxhio Hajdini  | 2016 (mit Luka Hajdini) |
| Urban Band       | 2021 |

## Abende
Am ersten und zweiten Abend präsentierten sowohl Newcomer als auch etablierte Künstler ihren Beitrag. Letztere waren bereits für das Finale gesetzt, während von den Newcomern lediglich fünf Teilnehmer sich für die nachfolgenden Shows qualifizierten. Diese wurden von der Jury bestimmt.

### Erster Abend
Der erste Abend fand am 19. Dezember 2022 um 21:00 Uhr statt. Im Rahmenprogramm traten Olta Daku und Maragrita Xhepa auf. Folgende Künstler nahmen an der Show teil:
| Startnr. | Interpret                   | Lied Musik (M) und Text (T)                           | Sprache             | Übersetzung (inoffiziell) |
| -------- | --------------------------- | ----------------------------------------------------- | ------------------- | ------------------------- |
| 1        | Enxhi Nasufi                | Burrë M/T: Andrei Vornicu                             | Albanisch           | Mann                      |
| 2        | Erma Mici                   | Kozmosi i dashurisë M/T: Erma Mici                    | Albanisch           | Der Kosmos der Liebe      |
| 3        | Fabian Basha                | Një gotë M: Alban Kondi, Fabian Basha; T: Alban Kondi | Albanisch           | Ein Glas                  |
| 4        | Anduel Kovaçi               | Malli M/T: Irkenc Hyka                                | Albanisch           | Sehnsucht                 |
| 5        | Fifi (Filloreta Raçi)       | Stop M/T: Filloreta Raçi                              | Albanisch, Englisch | −                         |
| 6        | Urban Band                  | Në çdo hap M: Klodian Rexhepaj; T: Florian Carkanji   | Albanisch           | Mit jedem Schritt         |
| 7        | 2Farm                       | Atomike M/T: Klevis Bega, Renan Berati, Redvis Mazi   | Albanisch           | Atomar                    |
| 8        | Sara Kapo                   | Para teje M/T: Sara Kapo                              | Albanisch           | Vor dir                   |
| 9        | Rezarta Smaja               | N'Eden M/T: Eriona Rushiti                            | Albanisch           | In Eden                   |
| 10       | Albina dhe familja Kelmendi | Duje M: Enis Mullaj; T: Eriona Rushiti                | Albanisch           | Du sollst lieben          |
| 11       | Serxhio Hajdini             | Vështirë M/T: Serxhio Hajdini                         | Albanisch           | Schwierig                 |
| 12       | Luna Çausholli              | Jetën ta fal M: Endri Shani; T: Pandi Laço            | Albanisch           | Ich gebe dir mein Leben   |
| 13       | Rovena Dilo                 | Motit M: Aldo Shqalshi; T: Rovena Dilo                | Albanisch           | Wetter                    |

 Kandidat hat sich für das Finale qualifiziert.
 Kandidat ist bereits für das Finale qualifiziert.

### Zweiter Abend
Der zweite Abend fand am 20. Dezember 2022 statt. Folgende Künstler nahmen daran teil:
| Startnr. | Interpret                    | Lied Musik (M) und Text (T)                                 | Sprache   | Übersetzung (inoffiziell)         |
| -------- | ---------------------------- | ----------------------------------------------------------- | --------- | --------------------------------- |
| 1        | Melodajna Mancaku            | Gjysma e zemrës sime M: Wendi Mancaku; T: Melodajna Mancaku | Albanisch | Die Hälfte meines Herzens         |
| 2        | Permit of Stay               | Fobia M/T: Ergys Meta                                       | Albanisch | Phobie                            |
| 3        | Arsi Bako                    | Sonte dua të jem me ty M: Osman Mula; T: Evis Mula          | Albanisch | Ich will heute Nacht bei dir sein |
| 4        | Gjergj Kaçinari              | Dje M/T: Gjergj Kaçinari                                    | Albanisch | Gestern                           |
| 5        | Franc Koruni                 | Në pritje M/T: Franc Koruni                                 | Albanisch | Wartend                           |
| 6        | Petrit Çarkaxhiu             | Emri yt mirësi M/T: Petrit Çarkaxhiu                        | Albanisch | Dein Name Güte                    |
| 7        | Elsa Lila                    | Evita M/T: Elsa Lila                                        | Albanisch | −                                 |
| 8        | Genti Hoxha                  | Ajër M: Jeris Kaso; T: Elio Shuli                           | Albanisch | Luft                              |
| 9        | Evi Reçi                     | Ma kthe M: Ervin Gonxhi; T: Vojsava Alia                    | Albanisch | Gib mir zurück                    |
| 10       | Manjola Nallbani             | Dua M: Kledi Bahiti; T: Manjola Nallbani                    | Albanisch | Liebe                             |
| 11       | LYNX                         | Nëse ke besim M/T: LYNX                                     | Albanisch | Wenn du vertrauen hast            |
| 12       | Alban Kondi & Lorela Karoshi | Melodi M/T: Alban Kondi                                     | Albanisch | Melodie                           |
| 13       | Vanesa Sono                  | Aroma jonë M/T: Vanesa Sono                                 | Albanisch | Unser Duft                        |

 Kandidat hat sich für das Finale qualifiziert.
 Kandidat ist bereits für das Finale qualifiziert.

### Dritter Abend
Der dritte Abend fand am 21. Dezember 2022 statt. Die etablierten Künstler traten gemeinsam mit anderen berühmten albanischen Künstlern auf und präsentierten ehemalige Beiträge. Zudem wurde die Telefonabstimmung gestartet, um den Vertreter Albaniens beim Eurovision Song Contest zu bestimmen. Als Gäste traten die Sieger des vorherigen Eurovision Song Contest, Kalush Orchestra, auf.
| Startnr. | Interpret                    | Gast                           | Lied und Teilnahmejahr                                                     |
| -------- | ---------------------------- | ------------------------------ | -------------------------------------------------------------------------- |
| 1        | Albina dhe familja Kelmendi  | Josif Gjipali                  | Na lini të jetojmë (1991) M: Alban Emiri; T: Zhuliana Jorganxhi            |
| 2        | Alban Kondi & Lorela Karoshi | West Side Family               | Jehonë (2008) M/T: Dr. Flori                                               |
| 3        | 2Farm                        | Redon Makashi                  | Dikur luaja me ndjenjën e saj (1994) M/T: Redon Makashi                    |
| 4        | Gjergj Kaçinari              | Elhaida Dani                   | Natën vonë (1972) M: Tish Daija; T: Llazar Siliqi                          |
| 5        | Elsa Lila                    | Capital T                      | Pyes lotin (1996) M: Valentin Veizi; T: Enrieta Sina                       |
| 6        | Petrit Çarkaxhiu             | Bojken Lako                    | Asgjë e largët (1999) M/T: Bojken Lako                                     |
| 7        | Evi Reçi                     | Irma Libohova                  | Të kërkoj (1988) M/T: Agim Poshka                                          |
| 8        | Franc Koruni                 | Altin Goci                     | Endërrojë (1991) M/T: Saimir Braho, Altin Goci                             |
| 9        | Enxhi Nasufi                 | Edea Demaliaj (Djemtë e detit) | Mos qaj (1997) M/T: Gentian Haxhia, Bujar Daci                             |
| 10       | Manjola Nallbani             | Eneda Tarifa                   | Kur e humba një dashuri (1993) M: Vladimir Kotani; T: Jorgo Papingji       |
| 11       | Rovena Dilo                  | Soni Malaj                     | Ante i tokës sime (2000) M: Ardit Gjebrea, Alfred Kaçinari; T: Rovena Dilo |
| 12       | Lynx                         | Aleksandër Gjoka               | Ecën në shi (1993) M: Aleksandër Gjoka; T: Shpetim Rroqi                   |
| 13       | Rezarta Smaja                | Luan Zhegu                     | A do te vish (1987) M: Osman Mula; T: Agim Doça                            |
| 14       | Sergio Hajdini               | Kamela Islamaj                 | Ne jemi tre (1965) M: Agim Krajka; T: Haxhi Rama, Koçi Petriti             |
| 15       | Fifi                         | Flori Mumajesi                 | Larg u largove (1993) M/T: Haxhi Dauti                                     |
| 16       | Fabian Basha                 | Eranda Libohova                | Kthehu për vehte për mua (1996) M: Gazmend Mullahi; T: Zhuliana Jorganxhi  |

## Finale
Das Finale fand am 22. Dezember 2022 statt. Als Gast trat Gala Dragot, die Gewinnerin von The Voice Kids, auf. Folgende Künstler nahmen daran teil:
| Startnr. | Interpret                    | Lied Musik (M) und Text (T)                                 | Sprache             | Übersetzung (inoffiziell) |
| -------- | ---------------------------- | ----------------------------------------------------------- | ------------------- | ------------------------- |
| 1        | 2Farm                        | Atomike M/T: Klevis Bega, Renan Berati, Redvis Mazi         | Albanisch           | Atomar                    |
| 2        | Serxhio Hajdini              | Vështirë M/T: Serxhio Hajdini                               | Albanisch           | Schwierig                 |
| 3        | Gjergj Kaçinari              | Dje M/T: Gjergj Kaçinari                                    | Albanisch           | Gestern                   |
| 4        | Alban Kondi & Lorela Karoshi | Melodi M/T: Alban Kondi                                     | Albanisch           | Melodie                   |
| 5        | Vanesa Sono                  | Aroma jonë M/T: Vanesa Sono                                 | Albanisch           | Unser Duft                |
| 6        | Elsa Lila                    | Evita M/T: Elsa Lila                                        | Albanisch           | −                         |
| 7        | Erma Mici                    | Kozmosi i dashurisë M/T: Erma Mici                          | Albanisch           | Der Kosmos der Liebe      |
| 8        | Franc Koruni                 | Në pritje M/T: Franc Koruni                                 | Albanisch           | Wartend                   |
| 9        | Genti Hoxha                  | Ajër M: Jeris Kaso; T: Elio Shuli                           | Albanisch           | Luft                      |
| 10       | Petrit Çarkaxhiu             | Emri yt mirësi M/T: Petrit Çarkaxhiu                        | Albanisch           | Dein Name Güte            |
| 11       | Melodajna Mancaku            | Gjysma e zemrës sime M: Wendi Mancaku; T: Melodajna Mancaku | Albanisch           | Die Hälfte meines Herzens |
| 12       | Manjola Nallbani             | Dua M: Kledi Bahiti; T: Manjola Nallbani                    | Albanisch           | Liebe                     |
| 13       | Urban Band                   | Në çdo hap M: Klodian Rexhepaj; T: Florian Carkanji         | Albanisch           | Mit jedem Schritt         |
| 14       | Enxhi Nasufi                 | Burrë M/T: Andrei Vornicu                                   | Albanisch           | Mann                      |
| 15       | Rovena Dilo                  | Motit M: Aldo Shqalshi; T: Rovena Dilo                      | Albanisch           | Wetter                    |
| 16       | Fifi (Filloreta Raçi)        | Stop M/T: Filloreta Raçi                                    | Albanisch, Englisch | −                         |
| 17       | Rezarta Smaja                | N'Eden M/T: Eriona Rushiti                                  | Albanisch           | In Eden                   |
| 18       | Evi Reçi                     | Ma kthe M: Ervin Gonxhi; T: Vojsava Alia                    | Albanisch           | Gib mir zurück            |
| 19       | Fabian Basha                 | Një gotë M: Alban Kondi, Fabian Basha; T: Alban Kondi       | Albanisch           | Ein Glas                  |
| 20       | Albina dhe familja Kelmendi  | Duje M: Enis Mullaj; T: Eriona Rushiti                      | Albanisch           | Gebet                     |
| 21       | LYNX                         | Nëse ke besim M/T: LYNX                                     | Albanisch           | Wenn du vertrauen hast    |